# Marthe Marty
Marthe Antoni, dite Marthe Marty, est une actrice française, née le 21 septembre 1895 à Marseille où elle est morte 3 février 1968 .

## Filmographie
- 1932 : Poil de Carotte de Julien Duvivier : Honorine
- 1933 : Noces et Banquets de Roger Capellani (court métrage)
- 1938 : La Marseillaise de Jean Renoir : la mère de Bomier
- 1939 : La Fin du jour de Julien Duvivier : Mme Chavanot
- 1939 : Le Club des fadas d'Émile Couzinet
- 1946 : Cœur de coq de Maurice Cloche
- 1949 : L'École buissonnière de Jean-Paul Le Chanois : Mélanie
- 1950 : Meurtres ? de Richard Pottier
- 1951 : La Rosière de Gonfaron de Willy Rozier (court métrage)
- 1951 : Le Bagnard de Willy Rozier
- 1951 : La Table-aux-crevés de Henri Verneuil : Héloïse Miloin
- 1952 : Manon des sources de Marcel Pagnol : Sidonie[2]
- 1953 : Le Boulanger de Valorgue de Henri Verneuil : Louise
- 1955 : Le Printemps, l'automne et l'amour de Gilles Grangier : la seconde commère
- 1956 : Honoré de Marseille de Maurice Regamey
- 1957 : Le Cas du docteur Laurent de Jean-Paul Le Chanois : Mme Payot, la mère de Francine
- 1957 : Le Chômeur de Clochemerle de Jean Boyer : une commère
- 1961 : Le Comte de Monte-Cristo de Claude Autant-Lara
- 1965 : Les Complices de l'aube, de Maurice Cazeneuve